# Toni Ivanov
Toni Ivanov (Bulgarian: Тони Иванов; sinh 21 tháng 3 năm 1999) là một cầu thủ bóng đá Bulgaria thi đấu ở vị trí tiền vệ cho Slavia Sofia.

## Sự nghiệp

### Slavia Sofia
Ivanov chuyển đến Slavia Sofia ngày 8 tháng 1 năm 2018 chuyển từ học viện Ludogorets Razgrad. Anh ra mắt chuyên nghiệp cho đội bóng ngày 18 tháng 2 năm 2018 ở trận đấu đầu tiên trong năm, trước câu lạc bộ trẻ Ludogorets Razgrad của anh.

## Thống kê sự nghiệp

### Câu lạc bộ
Tính đến 19 tháng 2 năm 2018 
| Thành tích câu lạc bộ | Thành tích câu lạc bộ | Thành tích câu lạc bộ | Giải vô địch | Giải vô địch | Cúp                  | Cúp                  | Châu lục | Châu lục  | Khác | Khác      | Tổng | Tổng      | Tổng |
| Câu lạc bộ            | Giải vô địch          | Mùa giải              | Trận         | Bàn thắng    | Trận                 | Bàn thắng            | Trận     | Bàn thắng | Trận | Bàn thắng | Trận | Bàn thắng |      |
| Bulgaria              | Bulgaria              | Bulgaria              | Giải vô địch | Giải vô địch | Cúp bóng đá Bulgaria | Cúp bóng đá Bulgaria | Châu Âu  | Châu Âu   | Khác | Khác      | Tổng | Tổng      |      |
| --------------------- | --------------------- | --------------------- | ------------ | ------------ | -------------------- | -------------------- | -------- | --------- | ---- | --------- | ---- | --------- | ---- |
| Ludogorets Razgrad II | Second League         | 2016–17               | 1            | 0            | –                    | –                    | –        | –         | –    | –         | 1    | 0         |      |
| Ludogorets Razgrad II | Second League         | 2017–18               | 7            | 0            | –                    | –                    | –        | –         | –    | –         | 7    | 0         |      |
| Ludogorets Razgrad II | Tổng                  | Tổng                  | 8            | 0            | 0                    | 0                    | 0        | 0         | 0    | 0         | 8    | 0         |      |
| Slavia Sofia          | First League          | 2017–18               | 1            | 0            | 0                    | 0                    | 0        | 0         | 0    | 0         | 1    | 0         |      |
| Slavia Sofia          | Tổng                  | Tổng                  | 1            | 0            | 0                    | 0                    | 0        | 0         | 0    | 0         | 1    | 0         |      |
| Thống kê sự nghiệp    | Thống kê sự nghiệp    | Thống kê sự nghiệp    | 9            | 0            | 0                    | 0                    | 0        | 0         | 0    | 0         | 9    | 0         |      |

1. ↑  Includes Siêu cúp bóng đá Bulgaria matches.